# Daoud ibn al-Adid
Abu Suleiman Daoud ibn al-Adid (arabisch أبو سليمان داود بن العاضد لدين الله،, DMG Abū Sulaimān Dāwūd ibn al-ʿĀḍid; † 1207 oder 1218) war ein Prätendent der Fatimidendynastie in Ägypten am Ende des 12. Jahrhunderts und außerdem ein Imam der Schia der Hafizi-Ismailiten.
Daoud war der älteste Sohn des letzten Kalifen aus der Fatimidendynastie al-Adid, nach dessen Tod 1171 der sunnitische Wesir Salah ad-Din (Saladin) Yusuf das schiitische Kalifat in Ägypten für beendet erklärte und die Alleinherrschaft als Sultan übernahm. Gegen den neuen Machthaber organisierten loyale Anhänger der Fatimiden im Sommer 1173 in Kairo eine Verschwörung, die auf eine Beseitigung des Sultans und die Restauration der alten Dynastie hinarbeiteten. Für dieses Vorhaben wurde unter andern auch bei König Amalrich I. von Jerusalem um Unterstützung gebeten. Daoud, der zu diesem Zeitpunkt noch ein Kind war und im Hausarrest lebte, wurde von ihnen als rechtmäßiger Thronfolger (walī al-ʿahd) betrachtet und schon mit dem Thronnamen al-Ḥāmid liʾllāh („der Gott lobt“) versehen. Doch in der Frage um die Besetzung des zukünftigen Wesirats kam es unter den Verschwörern zum Streit, so dass Saladin die Konspiration am 31. März 1174 aufdecken und die Rädelsführer bestrafen konnte. Eine gleichzeitig erfolgte Erhebung von Truppenteilen in Oberägypten wurde am 7. September 1174 niedergeschlagen. 
Daoud verbrachte den Rest seines Lebens in Festungshaft. Obwohl er diese in Isolation verlebte, war ihm die Zeugung eines Sohnes gelungen, der von der schrumpfenden Schia der Hafizi-Ismailiten in Ägypten als ihr Imam anerkannt wurde. Gestorben ist Daoud während der Herrscherzeit des Sultans al-Adil Abu Bakr I. (1200–1218); überliefert sind zwei voneinander abweichende Sterbejahre (604 AH/1207 AD und 615 AH/1218 AD).